# 1961 год в истории метрополитена
В этой статье перечисляются основные  события из истории метрополитенов в 1961 году. Полужирным шрифтом выделены открытия новых транспортных систем.

## События
- 29 апреля — открыта Московско-Петроградская линия Ленинградского метрополитена с пятью станциями: «Технологический институт», «Фрунзенская», «Московские ворота», «Электросила», «Парк Победы». Теперь в Ленинграде 15 станций.
- 8 июня — переименованы действующие станции Московского метрополитена: «Серпуховская» — в «Добрынинскую», а «Калужская» — в «Октябрьская»[1].
- Началось массовое уничтожение произведений искусства с изображениями И. В. Сталина.
- 13 октября — открыт участок Филёвской линии Московского метрополитена «Фили» — «Пионерская».
- 21 октября — открыт участок Арбатско-Покровской линии Московского метрополитена «Измайловская» (ныне «Партизанская») — «Измайловский парк» (ныне «Измайловская») — Первомайская". Старая станция «Первомайская» в здании электродепо «Измайлово» закрыта.